# Strzelanina w Winnenden
Strzelanina w Winnenden – strzelanina, która miała miejsce 11 marca 2009 w Winnenden w Badenii-Wirtembergii. Zginęło 15 osób oraz zamachowiec.

## Przebieg

### Strzelanina w szkole Albertville
Pierwszy atak miał miejsce o godz. 9:30 czasu lokalnego w szkole Albertville-Realschule. 17-letni napastnik Tim Kretschmer zaczął tam strzelać do ludzi przy użyciu pistoletu, który zabrał tego ranka z pokoju jego rodziców. Zastrzelił tam 12 osób: 9 uczniów i 3 nauczycielki (oprócz jednego ucznia wszystkie ofiary były płci żeńskiej). Kretschmer wszedł do trzech klas – w pierwszej z nich postrzelił w głowę z bliskiej odległości pięciu uczniów i wyszedł z klasy. W drugiej z klas zaczął strzelać na oślep, zabijając na miejscu dwóch uczniów i raniąc dziewięciu innych, z czego dwóch z nich zmarło później w szpitalu. Kretschmer wyszedł z tej klasy i chciał przeładować broń, ale w tym momencie znajdujący się w klasie nauczyciel podbiegł do drzwi i zamknął je i zatarasował przedmiotami z klasy od wewnątrz. Napastnik zaczął strzelać w drzwi, chcąc się przebić przez blokadę znajdującą się po drugiej stronie, ale nie udało mu się to. Kretschmer poszedł następnie do szkolnego laboratorium chemicznego, gdzie zabił strzałem w głowę nauczycielkę. Uczniowie z tej klasy uciekli napastnikowi, skacząc z okien budynku.
W tym momencie w szkole został nadany zakodowany alarm Frau Koma kommt (pol. Pani Koma nadchodzi – Koma to słowo amok czytane od tyłu). Ten zakodowany alarm został wymyślony po strzelaninie w szkole w Erfurcie z 2002 roku i miał być używany w niektórych niemieckich szkołach jako ostrzeżenie przed sytuacją z tzw. aktywnym strzelcem.
Pierwsze powiadomienie policji o sytuacji w szkole w Winnenden miało miejsce o godz. 9:33. Policjanci przybyli na miejsce zdarzenia trzy minuty później. Kretschmer strzelił w kierunku funkcjonariuszy, a następnie wymknął się im ze szkoły, po drodze zabijając jeszcze dwie nauczycielki. Sprawca zabił w szkole łącznie 12 osób, a 7 ranił.

### Ucieczka i uprowadzenie samochodu
W czasie ucieczki z miejsca zdarzenia zabił pracownika miejscowego szpitala psychiatrycznego w pobliskim parku. Duża liczba funkcjonariuszy otoczyła budynek zaatakowanej wcześniej szkoły i bezskutecznie szukała sprawcy w całym Winnenden. Wczesne doniesienia już wówczas ostrzegały, że sprawca ucieka z miejsca zdarzenia i apelowały do kierowców, by nie zabierali ze sobą żadnych autostopowiczów.
Następnie, około 10:00, napastnik wdarł się do samochodu Volkswagen Sharan, sterroryzował jego kierowcę i uciekł nim do odległego ok. 40 km Wendlingen am Neckar. Po dwóch godzinach jazdy z napastnikiem, około 12:00, kierowcy udało się zbiec, natomiast porywacz kontynuował ucieczkę piechotą.

### Wymiana ognia w Wendlingen
Sprawca w dzielnicy przemysłowej w mieście Wendlingen am Neckar, do którego dojechał, wszedł do salonu samochodowego Volkswagena. Zagroził jednemu ze sprzedawców i zażądał kluczyka od któregoś z pojazdów. Sprzedawca ten uciekł kiedy napastnik był rozproszony przez przybycie służb na miejsce. Kretschmer zastrzelił innego sprzedawcę i klienta, oddając 13 strzałów w obie osoby. Kiedy przeładowywał, inny sprzedawca i klient uciekli tylnym wyjściem budynku. O 12:30 sprawca wystrzelił w stronę przejeżdżającego pojazdu na pobliskiej ulicy. Kierowca uciekł nie doznając żadnych obrażeń w wyniku strzału. Wkrótce do salonu zbliżyli się przybyli na miejsce funkcjonariusze i zaczęli wymianę ognia ze sprawcą. Jeden z nich postrzelił dwukrotnie sprawcę w obie nogi, ale ten utrzymywał się na nich w wyniku stanu wzburzenia, w którym był.
Napastnik cofnął się do salonu i oddał 12 strzałów z budynku w stronę funkcjonariuszy. Dwóch ścigających i ostrzeliwujących go z nieoznakowanego radiowozu funkcjonariuszy policji zostało rannych.
Później sprawca ostrzelał pobliskie budynki i pracownika jednej z firm, ale go nie ranił. Następnie wybiegł przed salon, położył się na ziemi i strzelił sobie w czoło z pistoletu. Samobójstwo sprawcy zostało zarejestrowane na nagraniu na telefonie komórkowym jednego ze świadków zdarzenia.
Bilans ofiar 17-latka to 16 osób zabitych oraz 9 ranionych: 12 osób sprawca zabił w szkole (w tym 2 uczniów, którzy zostali ciężko ranni i zmarli tego samego dnia w szpitalu), 1 przed szpitalem psychiatrycznym w Winnenden, 2 w centrum przemysłowym w Wendlingen oraz samego siebie na zewnątrz centrum przemysłowego w Wendlingen. Natomiast wśród rannych, siedem z nich zostało postrzelonych w szkole, a dwie w salonie w Wendlingen. Początkowe doniesienia o śmierci kierowcy porwanego auta nie zostały potwierdzone przez policję. Broń była legalną własnością ojca napastnika. Wbrew początkowym sugestiom sprawca nie zapowiedział swojego czynu w Internecie. Według kierowcy, Igora Wolfa, który jechał z napastnikiem do Wendlingen am Neckar, Tim Kretschmer twierdził, że zabijał „dla zabawy” i chce zaatakować następną szkołę. Podczas całej strzelaniny sprawca oddał 112 strzałów.

## Ofiary strzelaniny[4][21][22]
1. Jacqueline Hahn (16 lat)
2. Ibrahim Halilaj (17 lat)
3. Franz Josef Just (56 lat)
4. Stefanie Kleisch (16 lat)
5. Michaela Köhler (26 lat)
6. Tim Kretschmer (17 lat)
7. Selina Marx (15 lat)
8. Nina Mayer (24 lata)
9. Viktorija Minasenko (16 lat)
10. Nicole Nalepa (16 lat)
11. Denis Puljić (36 lat)
12. Chantal Schill (15 lat)
13. Jana Schober (15 lat)
14. Sabrina Schüle (24 lata)
15. Kristina Strobel (16 lat)
16. Sigurt Wilk (46 lat)

## Sprawca
Sprawcą masakry był 17-letni Tim Kretschmer (ur. 26 lipca 1991), który był dawnym uczniem szkoły Albertville-Realschule, w której dokonał masakry. Mieszkał ze swoimi rodzicami w miejscowości Leutenbach. Szkołę Albertville ukończył w 2008 roku ze stosunkowo słabymi ocenami.
Sprawca był zapalonym graczem w tenisa i w przyszłości chciał zostać profesjonalnym graczem. Trenował grę pod okiem chorwackiego zawodowego gracza tej dyscypliny Marko Habijanecia, który później w wywiadzie stwierdził, że Kretschmer był nieco zepsuty moralnie i oczerniał swoich kolegów z drużyny podczas gry oraz że miał duże trudności w zaakceptowaniu porażki. Trener porozmawiał nawet o zachowaniu Kretschmera z jego matką, ale ta miała bronić zachowania swojego syna.
Media donosiły, że sprawca lubił grać w grę komputerową Counter-Strike i strzelać z zabawkowych pistolecików airsoftowych. Jednakże niektórzy poddali krytyce kolejne już medialne zarzuty dotyczące gier komputerowych i obwiniania ich twórców i wydawców za tego rodzaju tragedie. W ostatnim dniu swojego życia Kretschmer grał na komputerze w grę Far Cry 2 pod nickiem JawsPredator1, a także miał oglądać sadomasochistyczny film pornograficzny, który miał przedstawiać związanego mężczyznę poniżanego przez kobiety. Sprawca posiadał swoje profile na wielu niemieckich stronach społecznościowych, m.in. na MyVideo.de czy Kwick.de. Po szkole często grał w lokalnej kafejce internetowej ze swoimi przyjaciółmi, którzy dzielili jego zainteresowania komputerami, internetem i grami.
Sprawca miał być leczony z powodu depresji w 2008 roku, ale jego rodzina konsekwentnie utrzymywała, że nie był on nigdy leczony psychiatrycznie. Kretschmer miał co najmniej pięć razy widzieć się z terapeutą. Trzy tygodnie przed strzelaniną Kretschmer napisał list do swoich rodziców, w którym stwierdził, że cierpi i nie chce mu się żyć. W wywiadzie udzielonym w 2014 roku rodzice Kretschmera stwierdzili, że kochali i kochają swojego syna i nie potrafią do dziś znaleźć wyjaśnienia dlaczego dokonał masakry. Rodzice napastnika od momentu masakry zmienili swoje imiona i nazwiska i przeprowadzili się do innego miasteczka.